# Mecynorhynchus nirgopunctata
Mecynorhynchus nirgopunctata är en insektsart som beskrevs av Frederick Arthur Godfrey Muir 1981. Mecynorhynchus nirgopunctata ingår i släktet Mecynorhynchus och familjen Derbidae. Inga underarter finns listade i Catalogue of Life.